# Pierre Chartier (professeur)
Pour les articles homonymes, voir Chartier et Pierre Chartier.
Pierre Chartier, né le 28 octobre 1941, ancien élève de l'École normale supérieure de Saint-Cloud et agrégé de lettres modernes, est, depuis 2013, professeur de Lettres émérite à l'université Paris Diderot, spécialiste de Denis Diderot. Avec l'historien Guy Dhoquois, il enseigna pendant de longues années un cours nommé : Histoire et littérature.
Son ouvrage Vies de Diderot a reçu le prix de l'Académie française en 2013.
Il fut président de la Société Diderot jusqu'en 2016.

## Publications

### Sur Diderot
- Vie de Diderot, Paris, Hermann, 2013. Trois tomes : L'école du persiflage, Prestige du représentable et La mystification déjouée.
- De la pantomime à l'hiéroglyphe : ordre de la langue, ordre de l’art, Recherches sur Diderot et sur l'Encyclopédie, 2011, n° 46, p. 85-106.
- Est-il bon ? Est-il confus ?, Recherches sur Diderot et sur l'Encyclopédie, 2007, n° 42, p. 45-57.
- Théorie du persiflage, PUF, avril 2005, coll. "Libelles", 171 p. Compte rendu en ligne - issu de sa thèse de doctorat : L'école du persiflage : Diderot mystificateur des Lumières, sous la dir. de G. Benrekassa, univ. Paris 7, 1995 résumé en ligne.
- Le pouvoir des fables ou la vérité selon Jacques, Recherches sur Diderot et sur l'Encyclopédie, 2001, n° 30, p. 47-64.
- Interview exclusive de Denis Diderot - Pierre Chartier, réal. Samia Serri, 11 juillet 2013, en ligne

### Éditions des textes de Diderot
- Promenade Vernet, Le livre de Poche.
- Jacques le Fataliste, Le Livre de Poche.
- Le Neveu de Rameau, Le Livre de Poche.

### Autres publications et éditions
- André Gide, Les Faux-monnayeurs, commentaire de P. Chartier, Gallimard, 1991, coll. Foliothèque.
- Introduction aux grandes théories du roman, Armand Colin, 2005 (2e éd.).
- Voltaire, Candide, commentaire de P. Chartier, Gallimard, 1994, coll. Foliothèque.